# Victor Van Schil
Victor Van Schil  (Nijlen, 21 de diciembre de 1939 - 30 de septiembre de 2009), fue un ciclista belga, profesional entre 1962 y 1977, cuyos mayores éxitos deportivos los logró en la Vuelta a España donde obtuvo 2 victorias de etapa.
Compañero de equipo de Raymond Poulidor de 1962 a 1966 en el equipo Mercier-BP-Hutchinson, más tarde se convirtió en un fiel lugarteniente de Eddy Merckx durante nueve años, primero en el Faema (1968-1970) y después en el Molteni (1971-1976). Destaca su participación en la Lieja-Bastoña-Lieja de 1969, en el que junto con Merckx atacaron a falta de 80 km para la meta y llegaron con más de 8' sobre el tercer clasificado, Barry Hoban.
Van Schil se suicidó a los 69 años, en su casa, el 30 de septiembre de 2009 víctima de una depresión.

## Palmarés
| 1962 - Tour de Condroz 1963 - Schaal Sels - 1.º en el Premi d'Heist-op-den-Berg 1964 - 1.º en el Circuito del Centro de Bélgica - 1 etapa en Vuelta a España 1966 - 1-º en el Premi d'Heist-op-den-Berg - 1 etapa en la Vuelta a Bélgica 1967 - Tour de Valonia | 1968 - 1 etapa en Vuelta a España - Flecha Brabançona - 1.º en el Premi d'Heist-op-den-Berg 1969 - 1 etapa en la Vuelta a Mallorca 1970 - Tour de Condroz 1972 - Tour de Condroz - 1.º en el Gran Premi E5 |

## Resultados en Grandes Vueltas y Campeonato del Mundo
| Carrera         | 1962 | 1963 | 1964 | 1965 | 1966 | 1967 | 1968 | 1969 | 1970 | 1971 | 1972 | 1973 | 1974 |
| --------------- | ---- | ---- | ---- | ---- | ---- | ---- | ---- | ---- | ---- | ---- | ---- | ---- | ---- |
| Giro de Italia  | -    | -    | -    | -    | -    | -    | Ab.  | Ab.  | 23.º | -    | 27.º | 31.º | 51.º |
| Tour de Francia | 17.º | 22.º | 32.º | 41.º | 72.º | 28.º | -    | 29.º | 68.º | 21.º | Ab.  | -    | 36.º |
| Vuelta a España | -    | -    | 12.º | 13.º | -    | -    | 23.º | -    | -    | -    | -    | 13.º | -    |